# Family Affair (album)
Family Affair är det svenska indiebandet The Bear Quartets tredje album från 1993.

## Låtlista
1. "Carsick" - 3:36
2. "Big Stretch" - 2:42
3. "Revisited" - 3:37
4. "Slope Goings" - 1:31
5. "Who's Knocking" - 2:33
6. "Left on the Bank of the River" - 3:29
7. "Smallest" - 2:17
8. "Boss Dawn" - 1:26
9. "Cross Yawn" - 0:53
10. "Twinreceiver" - 4:22